# Iridijum tetrafluorid
Iridijum(IV) fluorid je hemijsko jedinjenje iridijuma i fluora, sa hemijskom formulom IrF4. On je čvrsta materija tamno smeđe boje. Rani izveštaji o IrF4 pre 1965. nisu pouzdani, i moguće je da opisuju jedinjenje IrF5. Ovaj čvrsti materijal se može pripremiti redukcijom IrF5 sa crnim iridijumom ili redukcijom sa H2 u vodenom rastvoru HF Kristalna struktura čvrstog materijala je bila prvi nađeni primer thodimenzionalne rešetke metalnog tetrafluorida. Naknadno je utvrđeno da RhF4, PdF4 i PtF4 imaju istu strukturu. Struktura ima 6 koordinatni, oktaedralni, iridijum pri čemu su dve ivice oktaedra zajedničke, a dva atoma fluora koje kristalni elementi ne dele su u cis međusobnom odnosu.